# Solonei da Silva

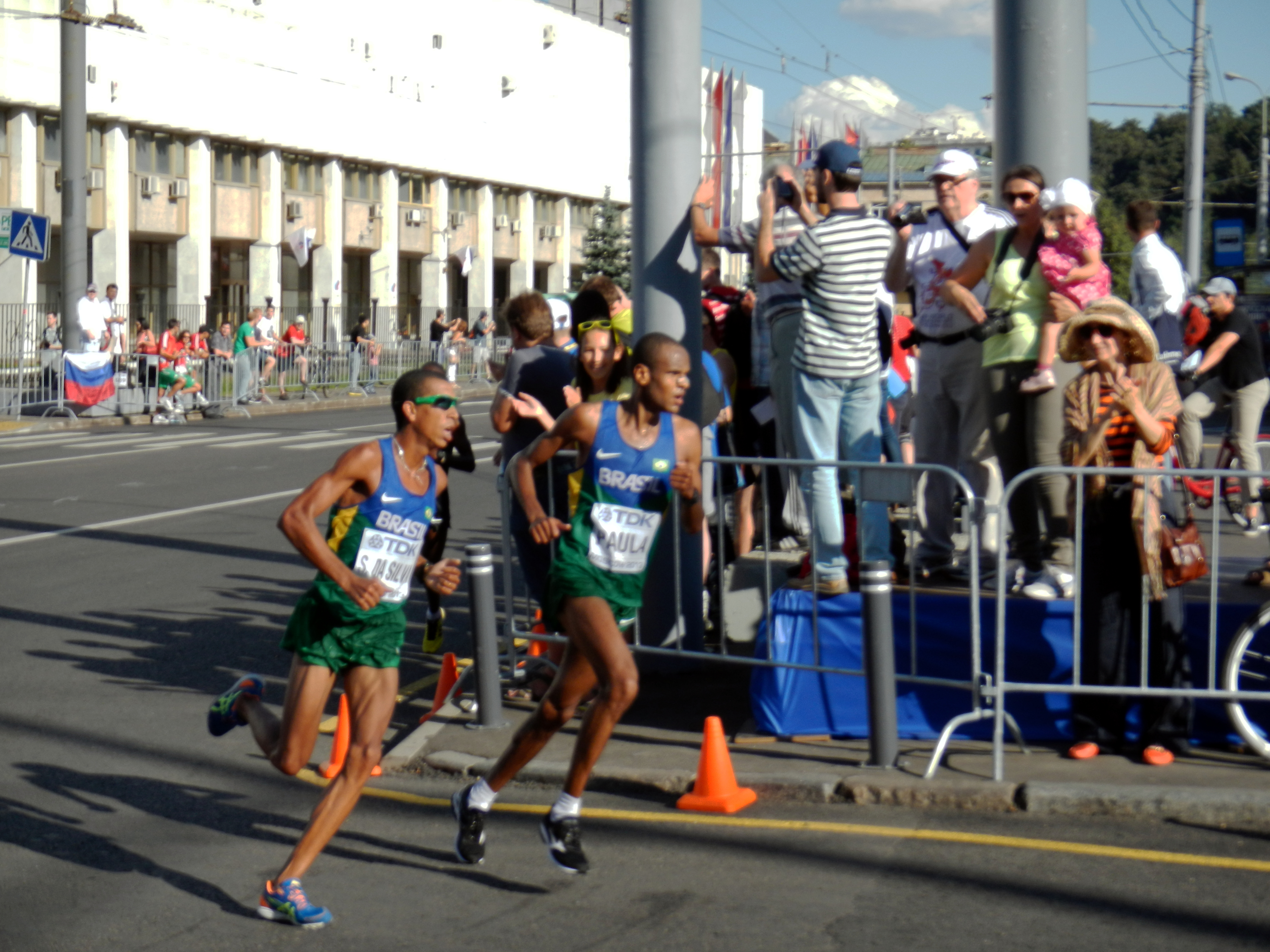
Solonei da Silva bei den IAAF Weltmeisterschaften 2013 in Moskau

Solonei da Silva (Solonei Rocha da Silva; * 18. April 1982 in Penápolis, Bundesstaat São Paulo) ist ein brasilianischer Marathonläufer.
Da Silva arbeitete als Müllmann in seiner Heimatstadt, als er 2009 unter der Anleitung des ehemaligen Hindernisläufers Clodoaldo do Carmo mit dem professionellen Training begann.
Schon im Jahr darauf gewann er bei seinem Debüt über die 42,195-km-Distanz den Porto-Alegre-Marathon in 2:15:45 h, und Anfang 2011 wurde er südamerikanischer Meister im Crosslauf. Als Vierter der Maratona di Sant’Antonio verbesserte er sich auf 2:11:32 h, und bei den Panamerikanischen Spielen 2011 gewann er in der Höhenlage von Guadalajara Gold in 2:16:37 h.
2012 kam er beim London-Marathon auf den 18. Platz und siegte beim São-Paulo-Marathon. Nach einem zwölften Platz beim Seoul International Marathon wurde er bei den Leichtathletik-Weltmeisterschaften 2013 in Moskau Sechster.